# Alltele
Alltele var en svensk börsnoterad teleoperatör, TV-distributör och Internetleverantör med privat- och företagskunder, som sedan 2020 är en del av Bredband2.
Företaget grundades 2002 av Ola Norberg, Thomas Nygren och Peter Bellgran. Företaget hade till en början sitt huvudkontor i Stockholm men flyttade 2008 till Skellefteå då de tog över Skellefteå Krafts telefoni- och bredbandstjänster. Telefoniverksamheten lanserades 2004 genom övertagandet av de första 2 000 abonnenterna från dåvarande Song Networks och Tele 2 i Linköping och Göteborg.
Verksamheten växte organiskt fram till 2007 då en aggressiv förvärvspolicy antogs av styrelsen med huvudsyfte att dels bredda tjänsteutbudet och samtidigt öka affärsvolymen med ett fullvärdigt triple-play-erbjudande.
Alltele börsnoterades 2007 på First North. 2009 noterades aktien på dåvarande NASDAQ OMX lista Small Cap.. Börsvärdet 31 december 2016 var 568 miljoner kronor.:24

## Förvärv
Under 2007 förvärvades Wasadata Bredband AB samt Skellefteå Krafts och TDC Songs kundstockar för telefoni och bredband. 
2008 förvärvades Vattenfalls kundstock för telefoni och bredband samt Phoneras privatkundstock för telefoni och bredband. Därutöver förvärvade Alltele kundstockar för telefoni och bredband från Umeå Energi och IP-Cell.
2009 och 2010 förvärvades Kramnet, Megaphone och Spinbox.
Under 2011 förvärvades  Ephone för 10,8 miljoner kronor,
Blixtvik för 24 miljoner och Ventelo för 300 miljoner.
Vidare meddelade Alltele 2011 att de köpt Canal Digitals 22 000 IPTV-kunder som såldes vidare av Com Hem, för 11 miljoner, efter att Com Hem köpt upp Canal Digitals kabel-tv-verksamhet. Affären skulle ha gjort Alltele till den största leverantören av IPTV i Svenska stadsnät samt den tredje största leverantören av IPTV i Sverige. 
Efter att Com Hems köp underkänts av konkurrensverket föll även Allteles del av denna affär.
Alltele köpte 2013 Bixia Telecom med 17 500 telefoni- och bredbandskunder för 15 miljoner kronor.,
Ringias 4 000 fasttelefonikunder samt 700 mobiltelefonikunder och
Boxers 9 500 ADSL- och VoIP-kunder.
2013 föreslog bolagets största aktieägare Mark Hauschildt att Alltele skulle förvärva hans telefoni- och bredbandsbolag Universal Telecom till en värdering om 250 miljoner kronor. Förslaget lades fram under visst tumult och ifrågasattes av en del analytiker. Efter förhandlingar godkände aktieägarna affären vid en extra bolagsstämma och den slutfördes 1 april 2013. I och med uppköpet togs kundtjänsten för privatkunder över av Universal Telecoms kundcenter på Madeira, men p.g.a. ändrade momsregler och planer på rationalisering flyttades verksamheten tillbaka till Malmö och Skellefteå under 2015.
2016  köpte Alltele Internetleverantören T3 för 163 miljoner kr. Detta innebar att de tog över ca. 60 000 fiberanslutna kunder från den Umeå-baserad teleoperatören.
Hösten 2017 gick AllTele, Telecom3, Deligate och IT-Total Västernorrland ihop och bildade A3 och A3 IT.
A3 avnoterades från Stockholmsbörsen i december 2020 efter det att Bredband2 förvärvat bolaget.